# Basilika St. Matthäus (Mielec)

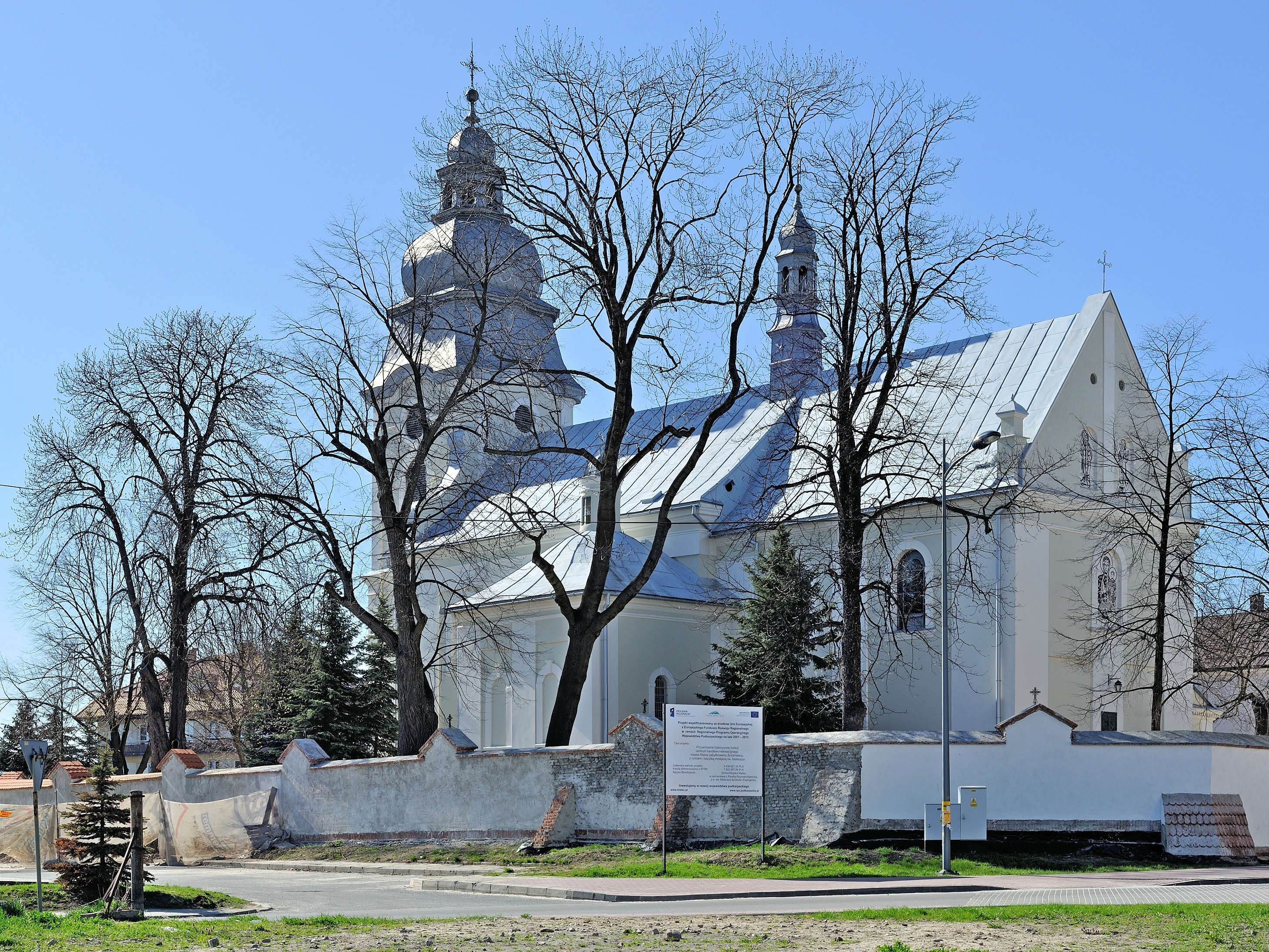
Basilika St. Matthäus

Die Basilika St. Matthäus (polnisch Bazylika św. Mateusza) ist eine römisch-katholische Kirche in Mielec im Karpatenvorland, Polen. Die Stifts- und Pfarrkirche des Bistums Tarnów hat den Titel einer Basilica minor und ist denkmalgeschützt.

## Geschichte

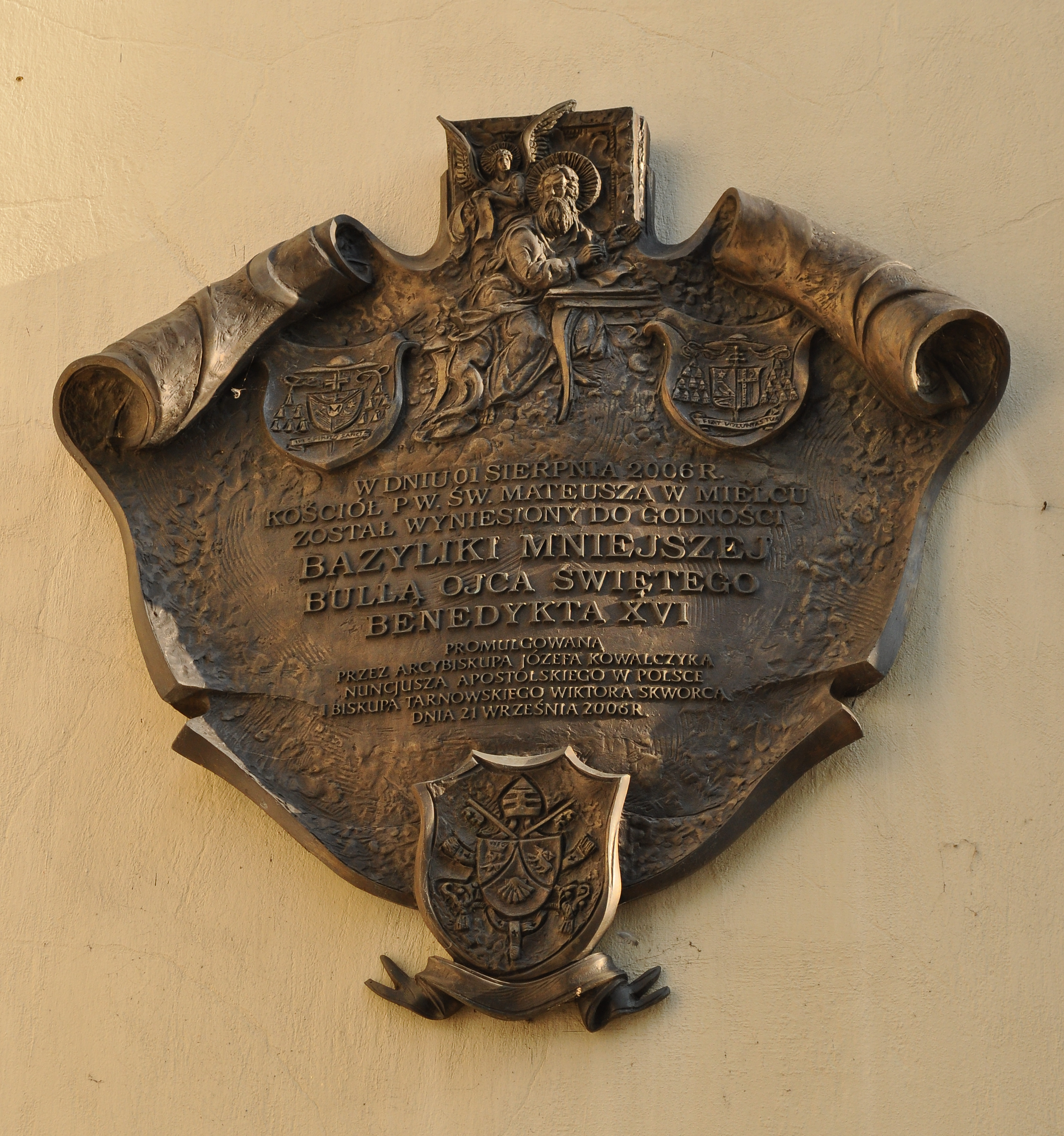
Erhebung zur Basilica minor

Die Pfarrei in Mielec wurde in der zweiten Hälfte des 14. Jahrhunderts von den damaligen Grundherren der Stadt, der Familie Mielecki, gegründet. Eine erste Holzkirche wird 1470 erwähnt. In den letzten Jahren des 16. Jahrhunderts wurde ihr eine gemauerte Kapelle der Heiligen Anna hinzugefügt. Nach einem Brand 1604 wurde sie wieder aufgebaut.
Die heutige Pfarrkirche wurde von Jerzy Zbigniew Ossoliński, dem Vogt von Połaniec, gegründet. Sie wurde in den Jahren 1678–1721 erbaut und 1762 von Bischof Hieronim Wielogłoski, Weihbischof in Przemyśl, geweiht. In den Jahren 1792–1795 wurde sie teilweise umgebaut, weiterhin wurde in den Jahren 1877–1878 der Turm erhöht und 1924 an der Südseite ein Vorbau hinzugefügt. Die Kirche wurde durch Papst Benedikt XVI. 2006 zur Basilica minor erhoben. Ende 2017 gründete der Bischof von Tarnow, Andrzej Jeż, das Stiftskapitel des Heiligen Apostels und Evangelisten Matthäus in Mielec und erhob die Kirche damit zur Stiftsbasilika.

## Architektur

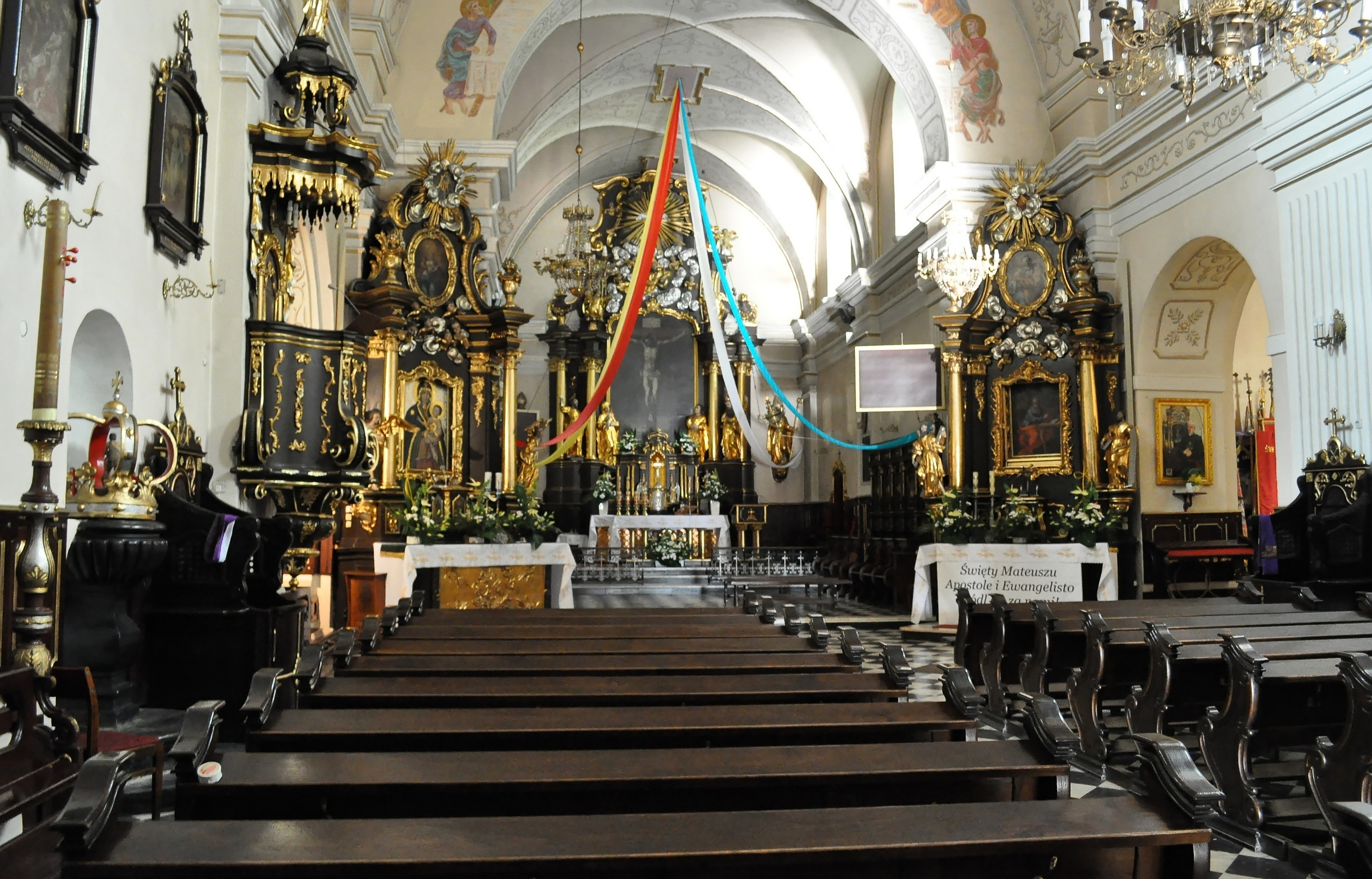
Innenraum

Die Matthäus-Basilika ist eine einschiffige, auf dem Grundriss eines Kreuzes errichtete Kirche mit Seitenkapellen in Form von Querschiffen. An das Kirchenschiff schließt sich im Westen ein zweigeschossiger Turm mit einer welschen Haube an, dessen Erdgeschoss eine Vorhalle zum Kirchenschiff bildet. Der Haupteingang wird von einem barocken Portal aus schwarzem Marmor mit der Ossoliński-Wappenaxt eingerahmt. Der zweijochige, rechteckige Chor schließt mit einer geraden Wand. Im Norden gliedert sich die Sakristei an. Das Kirchenschiff ist mit einem Tonnengewölbe mit Lünetten bedeckt, während der Altarraum und die Sakristei mit einem Kreuzgewölbe überdeckt sind.

## Ausstattung
Die Inneneinrichtung ist größtenteils im Rokokostil der zweiten Hälfte des 18. Jahrhunderts gehalten. Der Hauptaltar zeigt ein Gemälde der Kreuzigung aus dem 17. Jahrhundert, das Tommaso Dolabella zugeschrieben wird. Die Basilika verfügt außerdem über zwei Rokoko-Seitenaltäre (im Kirchenschiff am Lettner) und zwei Barockaltäre in den Kapellen, eine Rokoko-Kanzel, zwei Beichtstühle und -bänke sowie ein spätbarockes Taufbecken. Der Chor vom Ende des 18. Jahrhunderts wird von drei Arkadenpfeilern getragen. Die Orgel mit Rokoko-Prospekt wurde in der 2. Hälfte des 20. Jahrhunderts umgebaut.

## Gedenkort
Neben der Basilika wurde 1990 eine Katyn-Mauer errichtet, die an die Opfer des Massakers von Katyn in Verbindung mit dem Gebiet von Mielec erinnert; unter anderem wurde Major Kazimierz Dobrostański gedacht.